# 大壶春

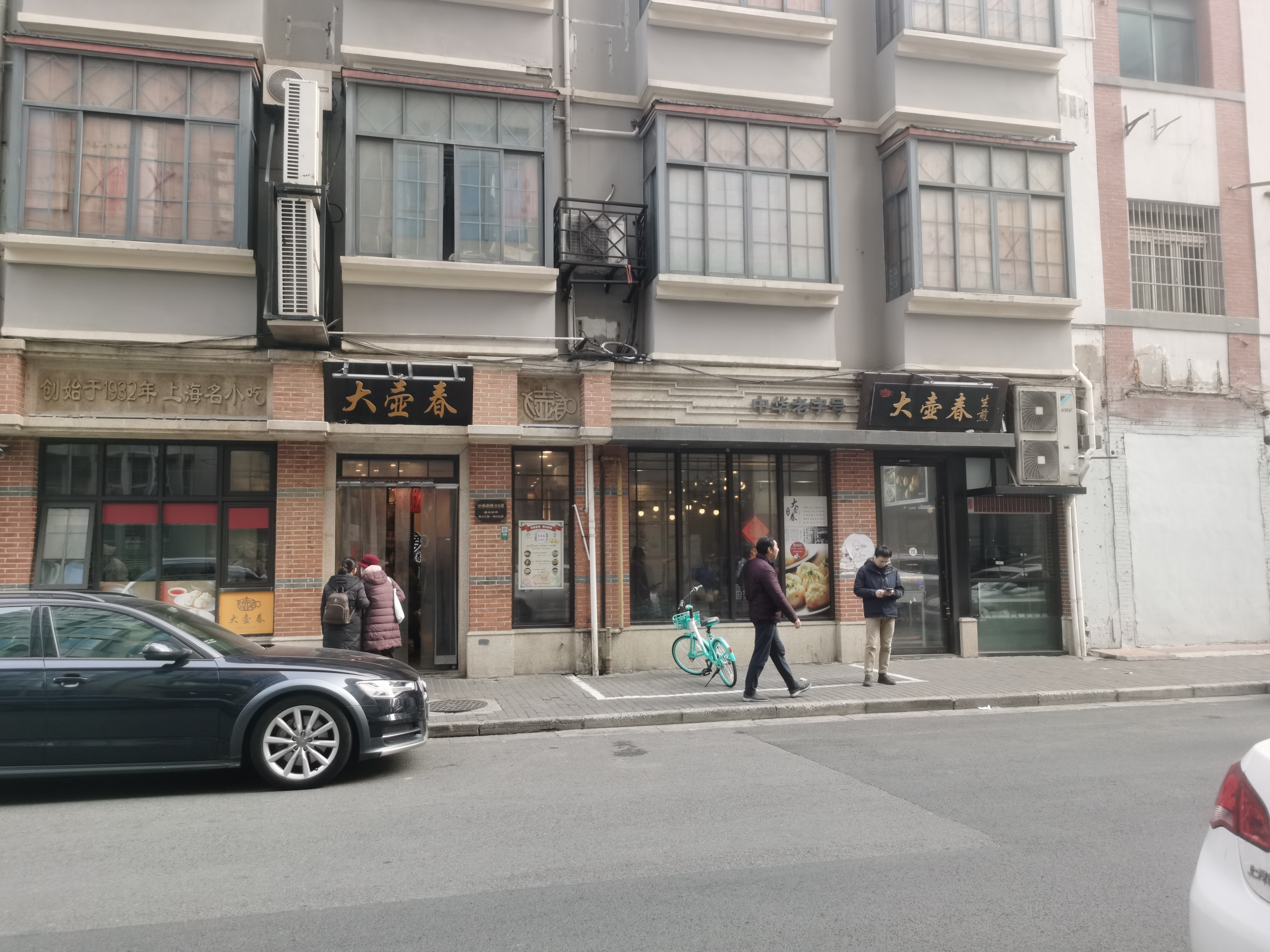
位于云南南路89号的大壶春

大壶春是中華人民共和國上海市的一家生煎饅頭連鎖店，由唐妙权開設於1932年。最初位於四川中路漢口路，後來該地的門店拆除，大壺春開始在上海各地開設分店。
2016年9月起，大壺春连续四年获得米其林餐厅必比登推荐餐厅。2017年获得中国烹饪协会授予的品牌传承奖，又被中国饭店协会评选为中国金牌小吃。